# Shinji Matsuura
Shinji Matsuura (jap. 松浦 進二, Matsuura Shinji; * 15. Februar 1964 in der Präfektur Shiga)  ist ein ehemaliger Badmintonspieler aus Japan.

## Werdegang
Shinji Matsuura qualifizierte sich im Herrendoppel mit Shūji Matsuno für die Olympischen Sommerspiele 1992. In der ersten Runde gewannen beide gegen die Südafrikaner Nico Meerholz und Anton Kriel mit 2:0 Sätzen. In der folgenden Runde siegten sie gegen Chan Siu Kwong und Ng Pak Kum aus Hongkong ebenso deutlich in zwei Sätzen. Im Viertelfinale unterlagen sie Razif Sidek und Jalani Sidek aus Malaysia mit 5:15 und 4:15, so dass am Ende Platz 5 zu verzeichnen war.
National waren beide im Doppel 1983 und 1985 bis 1992 erfolgreich. Matsuura gewann zusätzlich noch das Herreneinzel im Zweijahresrhythmus von 1986 und 1990.
1988 wurden Matsuno und Matsuura Dritte bei den Olympischen Spielen, wo Badminton als Vorführsportart durchgeführt wurde.